# 奥州市立伊手小学校
奥州市立伊手小学校（おうしゅうしりつ いでしょうがっこう）は、岩手県奥州市江刺にあった公立小学校。略称は伊手小（いでしょう）。

## 概要
奥州市江刺の東南部、伊手地区の小学校統合により1969年に開校し、児童数の減少により2022年度を以って閉校した学校である。校名に「伊手」を冠しているのは、この地区一帯が1955年まで伊手村だったことに由来している。伊手地区の中心集落から国道397号を挟んだ高台に位置しており、周辺には進学先の中学校「伊手中学校」がかつて立地していた。
開校後すぐに落成した施設の老朽化が著しく進行していたことを踏まえ、2003年以降に順次落成した新たな校舎や体育館などを閉校時まで利用していた。旧校舎の跡地に建てられた校舎は鉄筋コンクリート造2階建ての構造となっているが、内装には木材を多用し温もりのある雰囲気を出したほか、コンピューター室や音楽室のある東側部分は特徴的な八角柱の形となっていた。また、江刺市内の小学校では梁川小学校に次いで2校目となる校内LAN環境を導入していた。
地域との関わり
1991年からは郷土芸能「伊手金津流獅子踊」に基づいた「伊手小学校金津流獅子踊」の伝承活動を始め、地区保存会による指導のもと学校行事や市内のイベントなどで披露したり、果物栽培や稲作の体験活動「ふるさと学習」を通じて地元民との交流を重ねていた。
閉校後の施設活用
伊手中学校跡地にある伊手地区センターが急傾斜地崩落区域に該当することから、同センターの運営を担っている伊手地区振興会が、閉校してから使用されていない校舎へ移転する案を出している。

## 沿革
- 1969年（昭和44年）
  - 3月31日 - 伊手小学校（旧）と上伊手小学校が、統合に伴い閉校[2]。
  - 4月1日 - 江刺市立伊手小学校として開校[2]。名目上の統合[13]。
  - 9月20日 - 現在地に校舎を着工[14]。
- 1971年（昭和46年）1月15日 - 校舎を落成し移転[2]。実質統合[14]。
- 1972年（昭和47年）1月15日 - 体育館を落成[14]。
- 1973年（昭和48年）8月6日 - 屋外プールを落成[14]。
- 1976年（昭和51年）11月10日 - 相撲場を落成、国旗掲揚塔を設置。教育百年誌を発行し、校旗樹立式を挙行[14]。
- 1978年（昭和53年）3月31日 - 進学先の江刺市立伊手中学校が閉校[15]。
- 1991年（平成3年）9月17日 - 伊手小学校金津流獅子踊の伝承活動を開始[14][16]。
- 1998年（平成10年）2月25日 - 第53回国民体育大会冬季大会「いわて銀河国体」にて、獅子踊を披露[14]。
- 2002年（平成14年）
  - 3月28日 - 校舎解体に伴い伊手公民館（現：伊手地区センター）脇の仮設校舎へ移転[14][6]。
  - 4月 - 新校舎を着工[5]。
- 2003年（平成15年）
  - 2月28日 - 新校舎を落成[14][6]。
  - 3月11日 - 新校舎へ学校機能を移転し、授業を開始[14][5]。
  - 6月21日 - 校舎落成記念式典を挙行[7]。
- 2006年（平成18年）2月20日 - 市町村合併に伴い、所在地が奥州市江刺区伊手となり「奥州市立」に改称[14][17]。
- 2011年（平成23年）3月11日 - 東北地方太平洋沖地震により各所が被災[18]。
- 2013年（平成25年）
  - 2月 - 新体育館を落成[1][4]。
  - 3月 - 新屋外プールを落成[1][4]。
  - 6月29日 - 体育館と屋外プールの落成記念式典・祝賀会を挙行[19]。
- 2018年（平成30年）4月1日 - 地域自治区の廃止に伴い、所在地が奥州市江刺伊手に変更[17]。
- 2021年（令和3年）3月 - 奥州市教育委員会が「奥州市学校再編計画」を策定し、2022年度末での統廃合が決定[20]。
- 2023年（令和5年）
  - 3月20日 - 閉校式・伊手小ありがとうの会を挙行[2][16]。
  - 3月31日 - 奥州市立岩谷堂小学校（奥州市江刺岩谷堂）への統合に伴い、閉校[2][16]。

## 教育目標
- 進んで学び、最後までやりぬく子ども
- 礼儀正しく、思いやりのある子ども
- 明るく、丈夫な体で運動する子ども

出典：

## 付属施設
主な施設のみ掲載。
- 体育館（855 m2）
- 屋外プール（325 m2）
- 校庭（14,174 m2）

## 児童・学級数
2000年度以降の児童数と学級数。
| 年度                                          | 児童数  | 増減 | 学級数 | 増減 | 出典   | 備考             |
| --------------------------------------------- | ------- | ---- | ------ | ---- | ------ | ---------------- |
| 2000（平成12）年度                            | 100     |      | 6      |      | [ 22 ] |                  |
| 2001（平成13）年度                            | 94      | －6  | 6      | 0    | [ 23 ] |                  |
| 2002（平成14）年度                            | 89      | －5  | 6      | 0    | [ 24 ] |                  |
| 2003（平成15）年度                            | 87      | －2  | 6      | 0    | [ 25 ] |                  |
| 2004（平成16）年度                            | 80      | －7  | 6      | 0    | [ 26 ] |                  |
| 2005（平成17）年度                            | 73      | －7  | 6      | 0    | [ 27 ] |                  |
| 2006（平成18）年度                            | 77      | 4    | 6      | 0    | [ 28 ] |                  |
| 2007（平成19）年度                            | 74      | －3  | 6      | 0    | [ 29 ] |                  |
| 2008（平成20）年度                            | 75      | 1    | 6      | 0    | [ 30 ] |                  |
| 2009（平成21）年度                            | 86      | 11   | 6      | 0    | [ 31 ] | 統合40周年       |
| 2010（平成22）年度                            | 82      | －4  | 6      | 0    | [ 32 ] |                  |
| 2011（平成23）年度                            | 84      | 2    | 6      | 0    | [ 33 ] |                  |
| 2012（平成24）年度                            | 78      | －6  | 6      | 0    | [ 34 ] |                  |
| 2013（平成25）年度                            | 72      | －6  | 6      | 0    | [ 34 ] |                  |
| 2014（平成26）年度                            | 73      | 1    | 6      | 0    | [ 34 ] |                  |
| 2015（平成27）年度                            | 57      | －16 | 6      | 0    | [ 34 ] |                  |
| 2016（平成28）年度                            | 60      | 3    | 5      | －1  | [ 34 ] | 複式学級設置     |
| 2017（平成29）年度                            | 55      | －5  | 6      | 1    | [ 34 ] |                  |
| 2018（平成30）年度                            | 52      | －3  | 6      | 0    | [ 34 ] |                  |
| 2019（令和元）年度                            | 51      | －1  | 4      | －2  | [ 34 ] | 統合50周年       |
| 2020（令和2）年度                             | 47（1） | －4  | 6（1） | 2    | [ 34 ] | 特別支援学級設置 |
| 2021（令和3）年度                             | 45（1） | －2  | 5（1） | －1  | [ 34 ] |                  |
| 2022（令和4）年度                             | 32      | －13 | 3      | －2  | [ 34 ] | 閉校             |
| ※児童数・学級数内の（）は特別支援児童・学級数 |         |      |        |      |        |                  |

## 学区
- 奥州市江刺伊手（全域）
  - 伊手第1区 - 第9区

出典：

## 進学先の中学校
- 江刺市立伊手中学校（江刺市伊手、現：奥州市江刺伊手）- 1977年度以前[15]
- 奥州市立江刺南中学校（奥州市江刺藤里）- 1978年度から2021年度[35][15]
- 奥州市立江刺第一中学校（奥州市江刺岩谷堂）- 2022年度[36]

## アクセス

### バス
- 「伊手小学校前」バス停（奥州市営バス）から徒歩約1分

### 自動車
- 国道397号と県道287号の交差点（伊手字西風）から市道経由で約1分

## 周辺
- 奥州市 伊手地区センター
- 伊手農村公園
- 国道397号